# Hooper (Colorado)
Hooper is een plaats (town) in de Amerikaanse staat Colorado, en valt bestuurlijk gezien onder Alamosa County.

## Demografie
Bij de volkstelling in 2000 werd het aantal inwoners vastgesteld op 123.
In 2006 is het aantal inwoners door het United States Census Bureau geschat op 125, een stijging van 2 (1,6%).

## Geografie
Volgens het United States Census Bureau beslaat de plaats een oppervlakte van
0,6 km², geheel bestaande uit land.